# Walter William Skeat
Walter William Skeat, född den 21 november 1835 i London, död den 7 oktober 1912 i Cambridge, var en  engelsk språkforskare.
Skeat var först verksam som präst, blev 1860 fellow vid Christ's College i Cambridge (med undervisning i matematik), men ägnade sig samtidigt åt språkstudier och utnämndes 1878 till Elrington och Bosworth professor i anglosaxiska
vid Cambridge universitet. Han utövade en lång och fruktbärande verksamhet, i mindre grad som lärare - ty engelska språkets studium hade ännu inte funnit någon tacksam jordmån vid Englands gamla universitet - än som utgivare, huvudsakligen av medelengelska
texter, och som språkvetenskaplig författare. 
Som de främsta av hans många arbeten är att nämna upplagor av The vision of William concerning Piers the Plowman (1867-85), John Barbours Bruce (1870-89), The complete works of Geoffrey Chaucer (med noter och glossar, 6 band, 1894; 2:a upplagan 1899 ff.) och Aelfric's Lives of saints (angelsaxisk, med engelsk översättning 1881-1900) samt Etymological dictionary of the english language (1879-82; 4:e omarbetade upplagan 1910). 
I Philological societys, Early English text societys, Chaucer societys med flera strävanden deltog Skeat med verksamt intresse och stiftade själv 1873 English dialect society, som avslutade raden av sina publikationer med volym 80 år 1896, då Joseph Wrights stora English dialect dictionary började utkomma (dess första band är tillägnat Skeat). 
Vid sidan av Alexander Ellis, Henry Sweet, Frederick Furnivall och sir James A. H. Murray har Skeat behållit en hedrad plats som en av de engelsmän, vilka mest bidrog till att väcka och främja det friskare och mer vetenskapliga liv, som från 1860-talet framträdde inom den engelska språkforskningen.